# Brigadoon
Brigadoon è un film del 1954 diretto da Vincente Minnelli, tratto dall'omonimo musical del 1947 di Alan Jay Lerner e Frederick Loewe.

## Trama
Il misterioso villaggio scozzese Brigadoon compare per un solo giorno ogni cento anni. In questo villaggio capitano per sbaglio due turisti americani, Tommy Albright e Jeff Douglas, quando si sta per celebrare un matrimonio e uno di loro, Tommy, si innamora di una ragazza del villaggio, Viola.

## Il film
Fu il primo film di Minnelli girato in CinemaScope.
Basato su una storia del tedesco Friedrich Gerstäcker, fu ambientato in Scozia, perché si reputava che la fine della Seconda guerra mondiale fosse ancora troppo vicina per portare sulle scene una storia ambientata in Germania.
Le coreografie furono affidate a Gene Kelly.

## Premi e riconoscimenti
Il film ha vinto il Golden Globe per la migliore fotografia e ricevuto tre candidature ai Premi Oscar (scenografia, costumi e sonoro).